# Moschee im Schwetzinger Schlossgarten

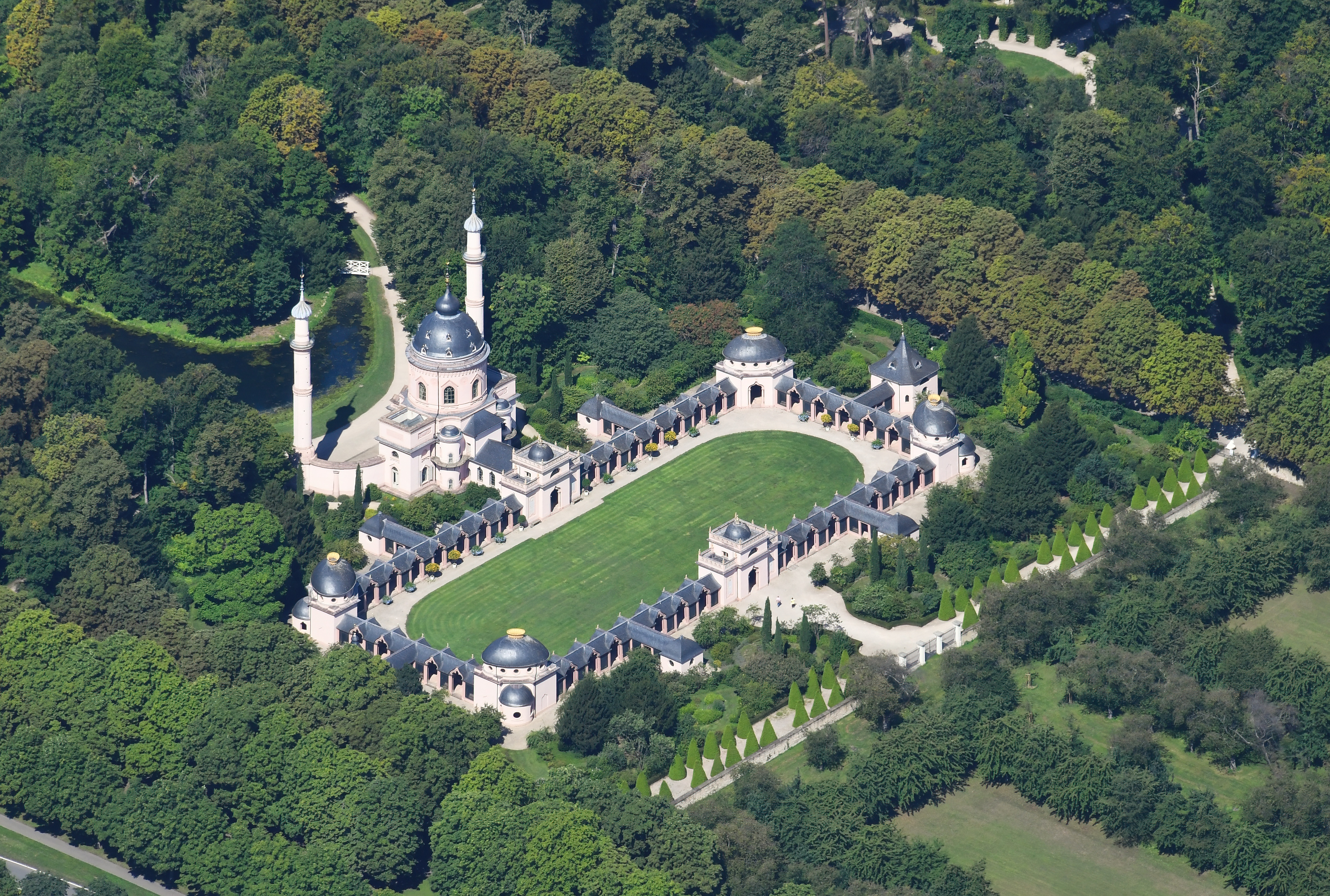
Luftaufnahme der Moschee im Park des Schlosses Schwetzingen

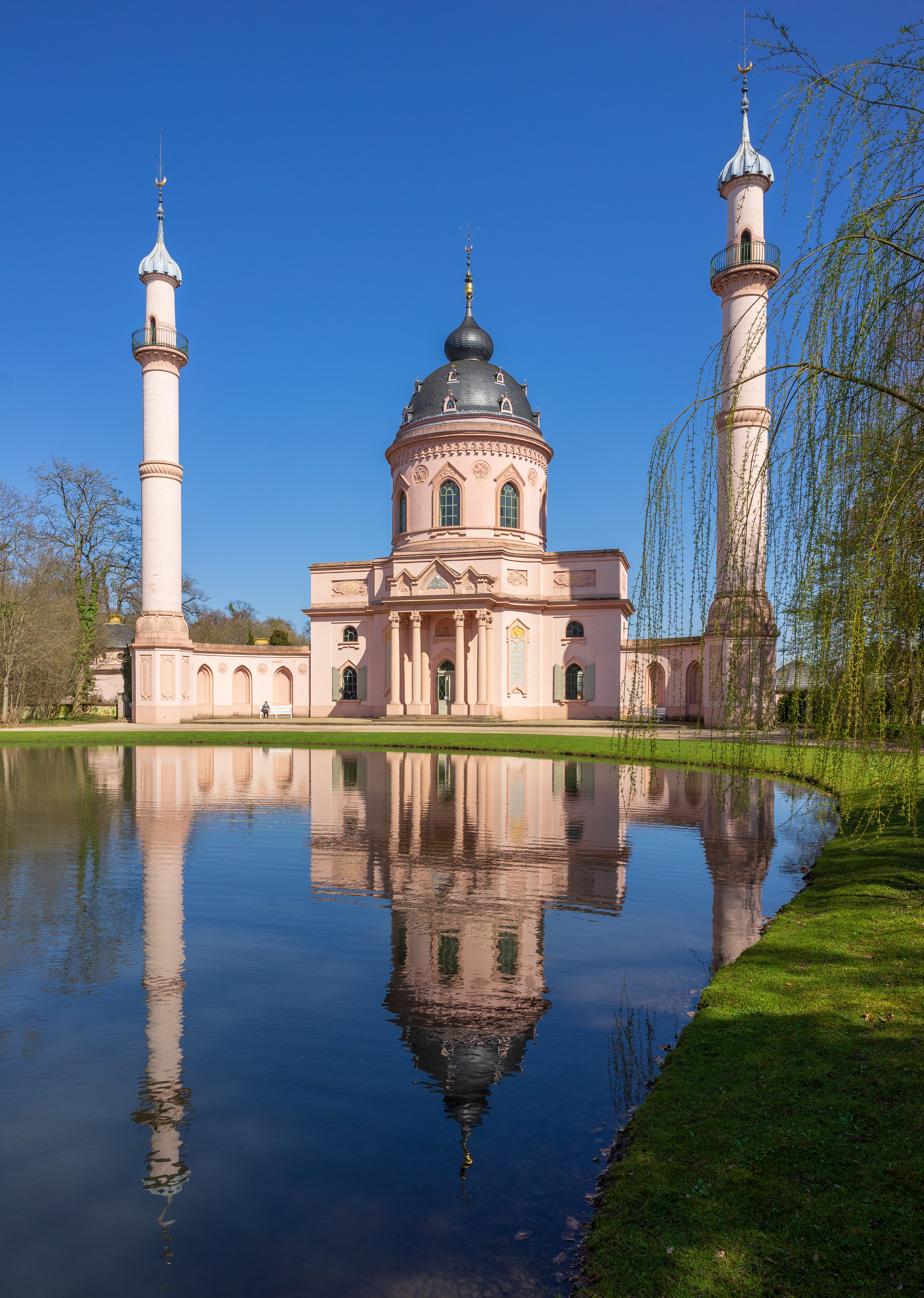
Westansicht der Moschee

Die Moschee im Schwetzinger Schlossgarten (auch als „Rote Moschee“ bekannt) ist ein Bauwerk im Garten des Schwetzinger Schlosses in Baden-Württemberg, das von Hofarchitekt Nicolas de Pigage Ende des 18. Jahrhunderts erbaut wurde.

## Geschichte
Die erste Stufe der Bauarbeiten war 1776 der Jardin Turc (türkischer Garten). Der Moscheebau wurde im Jahr 1779 begonnen und 1792/93 beendet, wobei die Minarette erst in den Jahren 1795/96 fertiggestellt wurden. Die Kosten beliefen sich auf ca. 120.000 Gulden. Damit war die Moschee das teuerste Bauwerk der Gartenanlage. Zur Zeit des Baubeginns war der Hof schon nach München umgezogen, weil Karl Theodor im Jahr 1778 Kurfürst von Pfalz-Bayern wurde.
Das Bauwerk hatte nicht die Funktion eines islamischen Gotteshauses, sondern sollte, dem aufklärerischen Gesamtkonzept des Schwetzinger Schlossgartens folgend, der Toleranz gegenüber allen Religionen und Kulturen der Welt Ausdruck verleihen. Der Islam vertritt dabei die mit dem Orient assoziierten Weisheitslehren.
Obwohl dem Gebäude einige für Moscheen typische Elemente fehlen, wurde es doch zeitweise tatsächlich für islamische Gottesdienste genutzt, so nach dem Deutsch-Französischen Krieg 1870/71, als Kriegsgefangene aus dem Maghreb (vermutlich Turkos) in der Nähe von Schwetzingen in Lazaretten untergebracht waren, sowie in den 1980er Jahren.
Nach dem Zweiten Weltkrieg nutzten Amerikaner den Innenraum als Jazz- und Swing-Club.
Seit 1970 erfolgten nach einem Parkpflegeplan Rekonstruktionen an der gesamten Schwetzinger Schlossanlage. In den 1990er Jahren wurde auch mit der Restaurierung der Moschee begonnen, die 2007 abgeschlossen wurde. Das Land Baden-Württemberg investierte dabei rund 2,5 Millionen Euro für die Außeninstandsetzung der Moschee, 6 Millionen Euro in die Sanierung der Gebetsgänge und 1,5 Millionen Euro für die Innenarbeiten.

## Architektur
Das Gebäude wird stilistisch der sogenannten Türkenmode zugeordnet. Zwar sieht es einer Moschee ähnlich, weicht aber in mancher Hinsicht von einer „echten“ Moschee ab: Diese ist normalerweise mit einem geschlossenen Innenhof versehen, zu dem hin die Fassade auch geschmückt ist, während sie an der Außenseite schlicht gearbeitet ist. Dies ist in Schwetzingen nicht der Fall. Zudem besitzt die Schwetzinger Moschee einen Wandelgang, der seine Entsprechung eher im Kreuzgang eines christlichen Klosters finden würde, und eine Kuppel, welche die St Paul’s Cathedral in London imitiert. Auch fehlen sämtliche liturgischen Einrichtungen, die eine Moschee benötigt. So befindet sich im Innenhof normalerweise ein Brunnen für die rituelle Reinigung vor dem Gebet (Wudu’); zur Inneneinrichtung gehören eine Kanzel und eine Nische, die die Richtung nach Mekka angibt (Qibla). Der Gesamteindruck von Kuppel, Portikus und frei stehenden Türmen erinnert am ehesten an die Wiener Karlskirche.
Jan Snoek versucht, alle Gartengebäude und Teile in einem großen freimaurerischen Zusammenhang zu sehen. Die Moschee repräsentiere mit ihren mit Sternen verzierten Decken die Nacht sowie den Himmel im geistig-seelischen Sinn und sei damit gleichzeitig Symbol für das Leben nach dem Tod.

### Grundriss
Der türkische Garten mit der Moschee bildet ein Rechteck, dessen Längsseiten in Nord-Süd-Richtung ausgerichtet sind. Das Gelände ist im Norden, Süden und Westen von einer Mauer umgeben. An der Ostseite verläuft ein Weg, der den türkischen Garten vom Obstgarten trennt. Die Moschee ist in die westliche Mauer eingeschrieben und liegt mit ihrer Kuppel genau auf der Ost-West-Mittelachse des Obstgartens.
Der Wandelgang orientiert sich mit seinem Grundriss an diesem Rechteck; er nimmt ungefähr zwei Drittel der Grundfläche ein. In der Ost-West-Achse ist er durch zwei quadratische Portalbauten unterbrochen: an der Ostseite durch den Zugang zum Wandelgang und an der Westseite durch den Zugang zur Moschee. Die vier Ecken werden durch schräg gestellte Pavillons akzentuiert. An den beiden Längsseiten, West und Ost, sind jeweils auf halbem Wege zwischen Eckpavillons und Portalbauten kleine Pavillons mit Treillagegängen an der Außenseite des Wandelgangs angebaut.
An den beiden Schmalseiten, Nord und Süd, finden sich ebenfalls Pavillons, die mit einem kurzen Treillage-Verbindungsgang an den Wandelgang angebaut sind. Diese als Priesterkabinette bezeichneten Bauten sind etwas größer als die Pavillons an den Längsseiten.
Die Moschee ist mit dem westlichen Portalbau durch einen hallenartigen Verbindungstrakt an den Wandelgang angebunden. Zum Eingangstor der Moschee führen sieben Stufen. Das Gelände um den Wandelgang ist von Büschen und kleinen Bäumen umgeben. Geschotterte Wege verlaufen sowohl auf der Innen- als auch auf der Außenseite um den Kreuzgang herum. Rechts und links der Moschee sind zwei kleine Wege, die zu den Portalen unterhalb der Minarette führen; durch sie kann man vor den Westbau der Moschee gelangen. An der südwestlichen Ecke der Mauer findet man versteckt hinter Büschen eine steinerne Bank, zu der man nur über ein Rasenstück in Form eines verschlungenen Weges gelangen kann.
Der Grundriss von Moschee und Wandelgang ist von Kreis, Rechteck, Quadrat und Achteck bestimmt. Der ursprünglich quadratische Grundriss des Kubus des Kuppelbaus nähert sich durch konkav einschwingende Ecken einem Achteck. Diese Ecken sind zu Viertelkreisen ausgeformt; in der Nord-Ost-Ecke und in der Süd-Ost-Ecke sind die runden Treppentürme eingeschrieben. Der Grundriss des Innenraums entspricht jedoch völlig einem regelmäßigen Achteck.
Aus diesem Kubus erhebt sich im kreisförmigen Grundriss der Tambour, auf dem die Kuppel sitzt. Nördlich und südlich schließen sich an diesen Kuppelbau quadratische Räume, westlich der rechteckige Portikus und östlich die oben erwähnte rechteckige Verbindungshalle, an. Von den quadratischen Anbauten aus zieht sich eine Mauer konkav nach Westen zu den etwas vorgelagerten, achteckig geformten Sockeln der Minarette. Aus diesen erheben sich wiederum die kreisförmigen Minarett-Türme.
Die Idee Quadrat-Kreis-Achteck wurde in allen Bauteilen konsequent verfolgt.

### Wandelgang

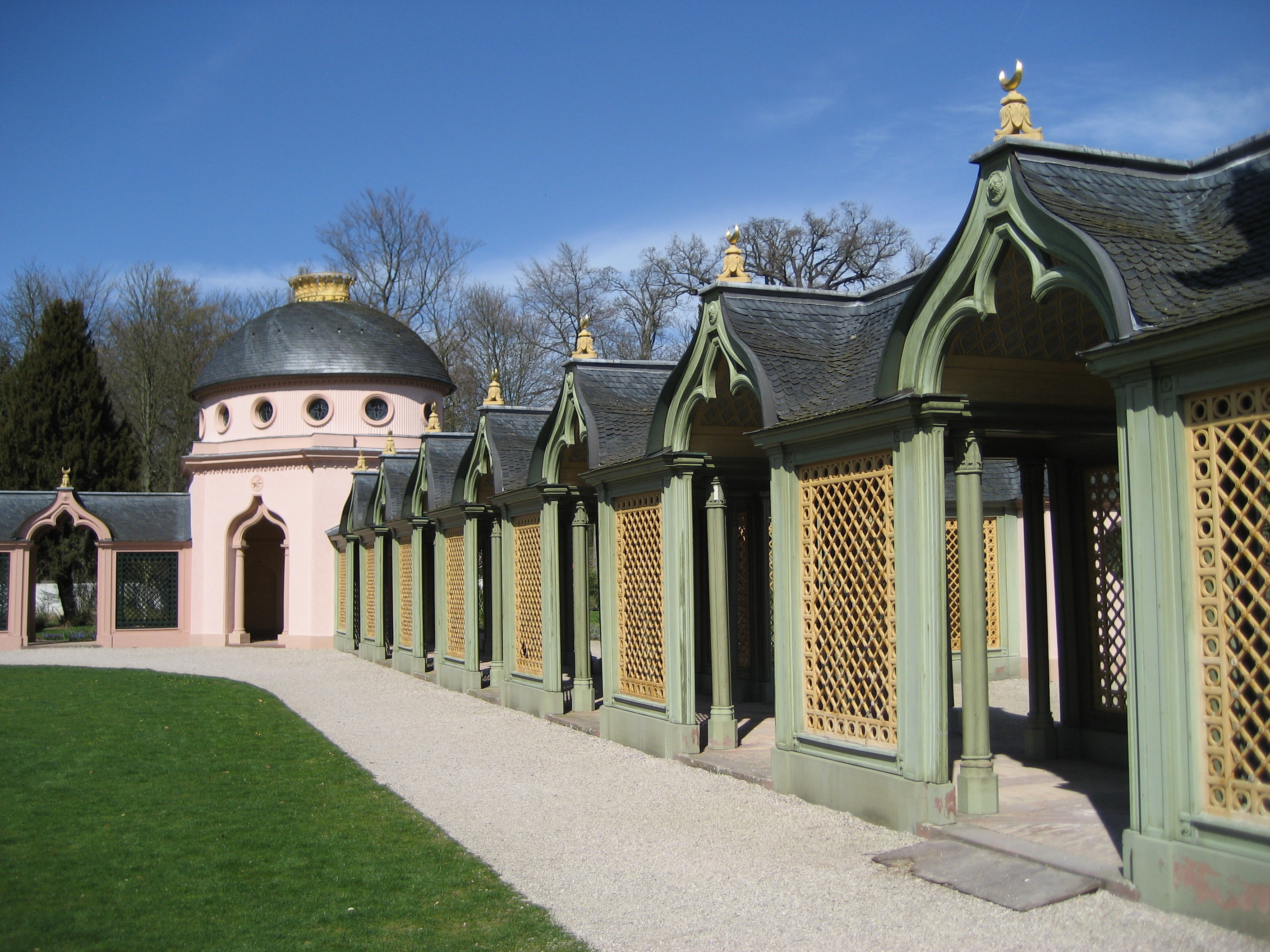
Wandelgang mit Eckpavillon

Der Wandelgang besteht aus Treillage-Gängen, die von den beiden Portalbauten und den Eckpavillons unterbrochen werden. Die Gänge bestehen aus beige lackierten Gittern, die von den grün lackierten tragenden Teilen gerahmt sind und regelmäßig von Durchgängen unterbrochen werden. Diese Durchgänge sind von Giebeln überfangen, die an der Vorderfront von einem Dreipass geziert werden. Der Dachquerschnitt hat an diesen Stellen die Form eines Eselsrückenbogens. Das Dach über den Gängen ist ein mit Schiefer eingedecktes Satteldach. In die Gevierte sind Bündelpfeiler mit Blattkapitellen eingestellt; die Sockel haben ebenfalls einen achteckigen Grundriss. Die Gänge haben flache Decken, während die Decken der Durchgänge gewölbt sind und diese dadurch gegen die Gänge absetzen. Beide sind mit verschiedenen Mustern verziert.
Die Portalbauten sowie die Eckpavillons sind anderthalbgeschossig. Auf Höhe des Geschosswechsels zieht sich jeweils ein Sims um die Gebäude. Die Portalbauten haben einen balkonartigen Aufbau, in dessen Mitte sich eine kleine, runde Kuppel aus dem Flachdach erhebt. Im halben Geschoss befindet sich eine rundbogige Fensteröffnung, die an einen Halbmond erinnert.
Die Eckpavillons haben wie die Moschee einen kreisförmigen Tambour mit runden Fenstern, auf dem eine runde Kuppel sitzt, die von einem korbartigen Aufsatz gekrönt wird.
Die vier kleinen Pavillons an den Breitseiten sind eingeschossige Bauten, die zur Außenseite hin jeweils ein Spitzbogenfenster und zu den Schmalseiten hin ein Rundfenster haben. Die Bauten werden von Glockendächern gedeckt.
Alle eben aufgezählten Gebäudearten haben spitzbogige Eingänge.
Die Priesterkabinette sind ebenfalls eingeschossig. Der Eingang ist durch eine zweiflügelige Holztür verschlossen. In den kurzen Schrägseiten befindet sich jeweils ein kleines Spitzbogenfenster, in den Seitenwänden sind Rundfenster. Das Ganze wird durch ein pagodenförmiges Dach gedeckt, in das vier spitzbogige Dachfenster eingelassen sind.
Alle Gebäude sind im gleichen Rot-Ton wie die Moschee gehalten.
Der Kreuzgang oder Wandelgang wurde ab 1779 bis 1784 als Nachbild der Moschee in Kew Garden in London (heute zerstört) errichtet. Im Orient hatte die Selimye-Moschee (erbaut zwischen 1569 und 1575 im Auftrag vom Sultan Selim II.) in Edirne als Vorbild für die Kew-Garden-Moschee gedient. Der Zentralbau begann 1782 und dauerte bis 1786. Zuletzt wurden die zwei Minarette zwischen 1786 und 1795 fertig gestellt. Sie sind ein Abbild der zwei Säulen des Tempels von Salomo in Jerusalem und rezipieren das Gedankengut der Zeit der Aufklärung. Lessing schrieb 1779 „Nathan der Weise“. Die Toleranz zwischen den drei monotheistischen Religionen ist hier klar zu erkennen.

### Fassade

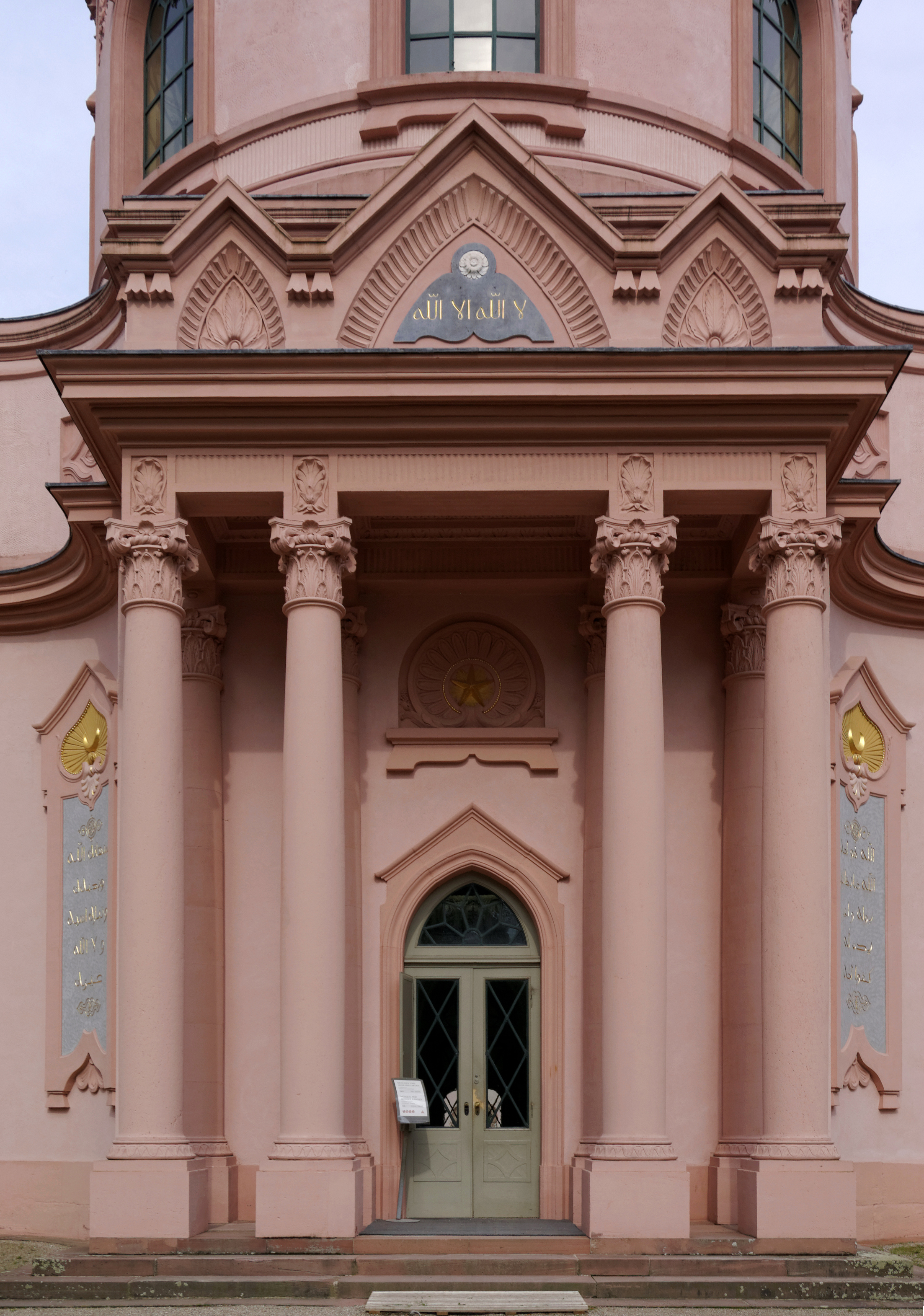
Portikus der Moschee

Die Gestaltung der Fassade ist von der Fassade der Karlskirche in Wien beeinflusst. Der Westeingang der Moschee wird von einem Portikus bestimmt. Dessen Giebel wird von vier Vollsäulen und vier Dreiviertelsäulen getragen, die paarweise angeordnet sind, um so den Blick auf den Eingang freizugeben. Die Säulen sind komposit; über dem korinthischen Akanthusblatt-Kranz sind, streng davon getrennt, die ionischen Voluten. Auf den Kapitellen stehen Kämpfer, die in den Architrav einschneiden und diesen merkwürdig unterbrechen.
Die Decke des Portikus ist entsprechend der Säulenordnung dreigeteilt und in den Vertiefungen mit Zierfeldern ausgestattet.
Auf dem Architrav ruht ein Gesims, welches das gesamte Bauwerk umspannt. Über diesem schließt sich ein Attika-Geschoss an, das ebenfalls das ganze Gebäude umläuft. Der Giebel des Portikus ist in drei Spitzbögen aufgeteilt, wobei der mittlere höher aufragt als die beiden seitlichen. Ihn ziert im Innenfeld eine arabische Inschrift, die übersetzt lautet: „Es gibt nur einen einzigen wahren Gott.“
Zur Gebäudewand hin zieht sich ein Fries, der wie ein gotisches Maßwerk geformt ist. Die Sima ist mit tropfenförmigen Guttae dekoriert – eine Verzierung, wie sie oft am Hof Carl Theodors zu finden ist.
Das Portal ist im Gegensatz zu dem aufwendigen Portikus eher schlicht gehalten. Über der doppelflügeligen Tür befindet sich eine spitzbogige, mit Glas gefasste Lünette. Über dem Eingang befindet sich ein Zierfeld in Form eines gestelzten Halbkreises. Ein Strahlenkranz aus lanzettförmigen Blättern umschließt einen Stern in der Mitte.
Direkt an den Portikus schließen sich links und rechts konkav eingezogene Ecken an, die sowohl unter- als auch oberhalb des Simses von Zierfeldern geschmückt sind. Darauf folgen die Außenwände der Anbauten des Kuppelsaals. Im unteren Bereich werden diese von einem Spitzbogenfenster und im oberen Bereich, jedoch unterhalb des Simses, von einem flachen Rundbogenfenster durchbrochen. Oberhalb des Simses, im Attika-Geschoss, findet sich wieder ein Zierfeld.
Nun folgen die konkav nach außen gezogenen Mauern, die die Minarette mit dem Hauptgebäude verbinden. Diese werden von je drei Spitzbogennischen sowie an der Westseite von rosettengezierten Tondi, die sich auch am Tambour wiederfinden lassen, geschmückt. Zur Ostseite, zum Kreuzgang hin, sind die Wände unverziert. Ein Gesims läuft unterhalb der Mauerkante bis zu den Minaretten, die davon noch umschlossen werden.
Die Minarette haben einen achteckigen Sockel mit Zierfeldern auf allen frei stehenden Seiten. Es folgt das eben erwähnte Gesims, aus dem eine Wölbung erwächst, die zum Turm überleitet. Zwischen Balkon und Sockel ist auf halber Strecke noch ein wulstförmiges Zierband um den Turm geschlungen. Die Türen zu den Balkons sind nach Westen gerichtet. Das Dach ist eine Mischung aus Zwiebel- und Faltkuppel. Die Turmtreppen sind links gewendelt – eine unübliche Art der Wendlung, die aber auch im Merkur-Tempel verwendet wird. Die Minarette waren in früherer Zeit für Besucher begehbar.
Die Seiten der Anbauten haben jeweils mittig eine Spitzbogentür und darüber ein Rundbogenfenster. Im Attika-Geschoss befindet sich wieder ein längliches Zierfeld. Die Ostseite wird von der rechteckigen Eingangshalle beherrscht, die an dieser Seite die Stelle des Portikus einnimmt und das Hauptgebäude mit dem Portalbau des Wandelganges verbindet. Bezüglich der Gliederung gleicht sie der Westfassade, außer dass in die konkav eingezogenen Ecken die Treppentürme eingeschrieben sind. Diese haben im unteren Bereich eine Spitzbogenpforte sowie zwei Spitzbogenfenster – eine Aufteilung, die sich nach oben hin auf der Plattformebene spiegelt. Die Türme enden auf der Höhe des Attika-Geschosses und sind mit einer halbkugelförmigen Kuppel gedeckt.
Aus dem Kubus der Haupthalle erhebt sich der zylindrische Tambour. Im unteren Teil hat dieser als Sockel ein glattes, schmales Band. Darüber liegt ein kanneliertes Band, das mit einem Gesims abschließt. Das Gesims ist gleichzeitig die Sohlbank der acht Fenster. Diese haben eine spitzbogige Form und werden von einem Dreiecksgiebel überfasst. Zwischen den Dreiecksgiebeln befinden sich die oben erwähnten Tondi. Ein Spitzbogenfries schließt den Tambour ab und bildet die Überleitung zur halbkugelförmigen Kuppel. Diese ist wie alle Dächer mit Schiefer eingedeckt und hat korrespondierend zu den Tambourfenstern 16 Giebelfenster, die in zwei Reihen übereinander angeordnet sind. Den Abschluss der Kuppel bildet eine Zwiebel, die mit einem fünfzackigen Blitzableiter bekrönt ist.

### Innenraum

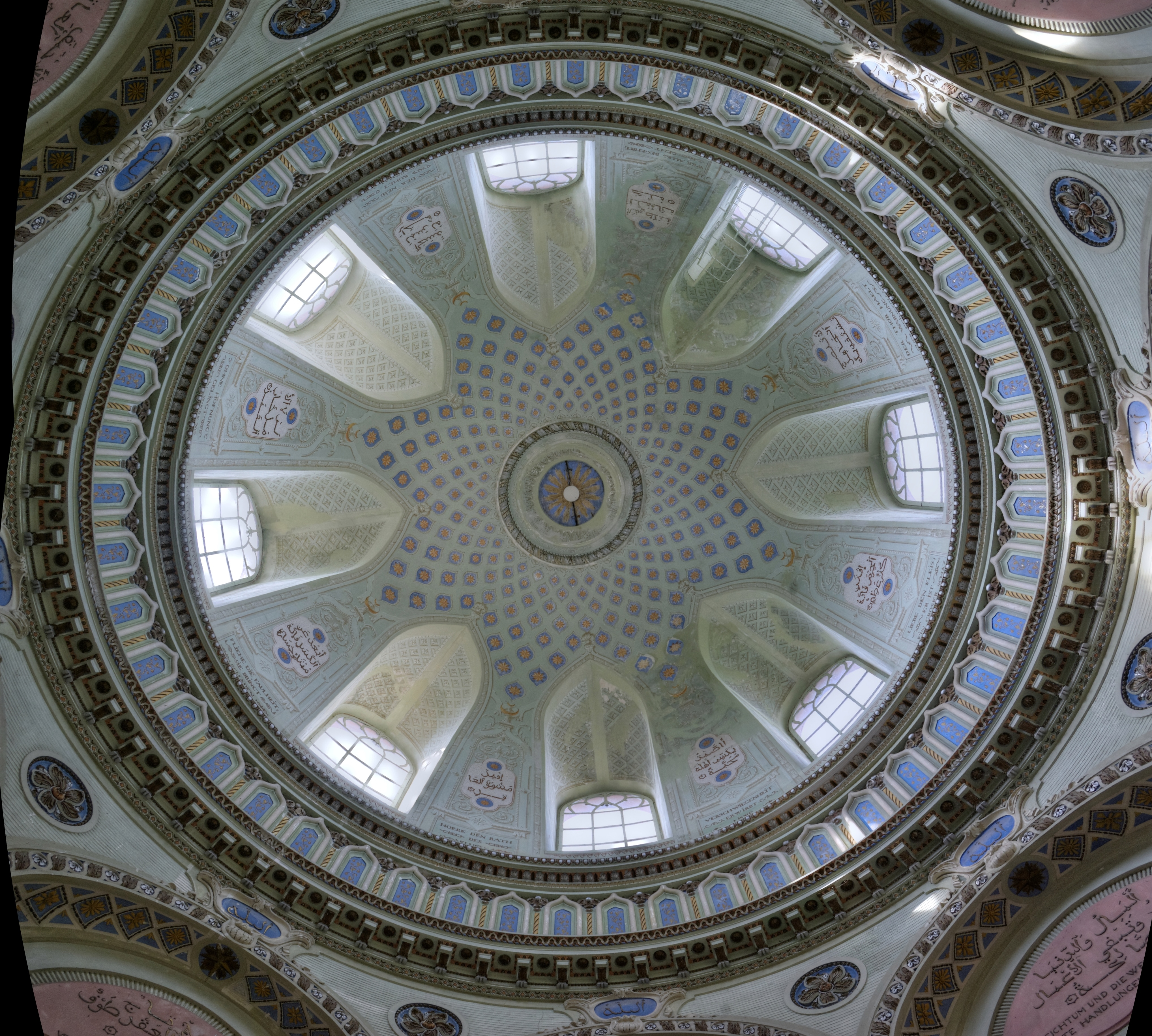
Innenansicht der Moscheekuppel

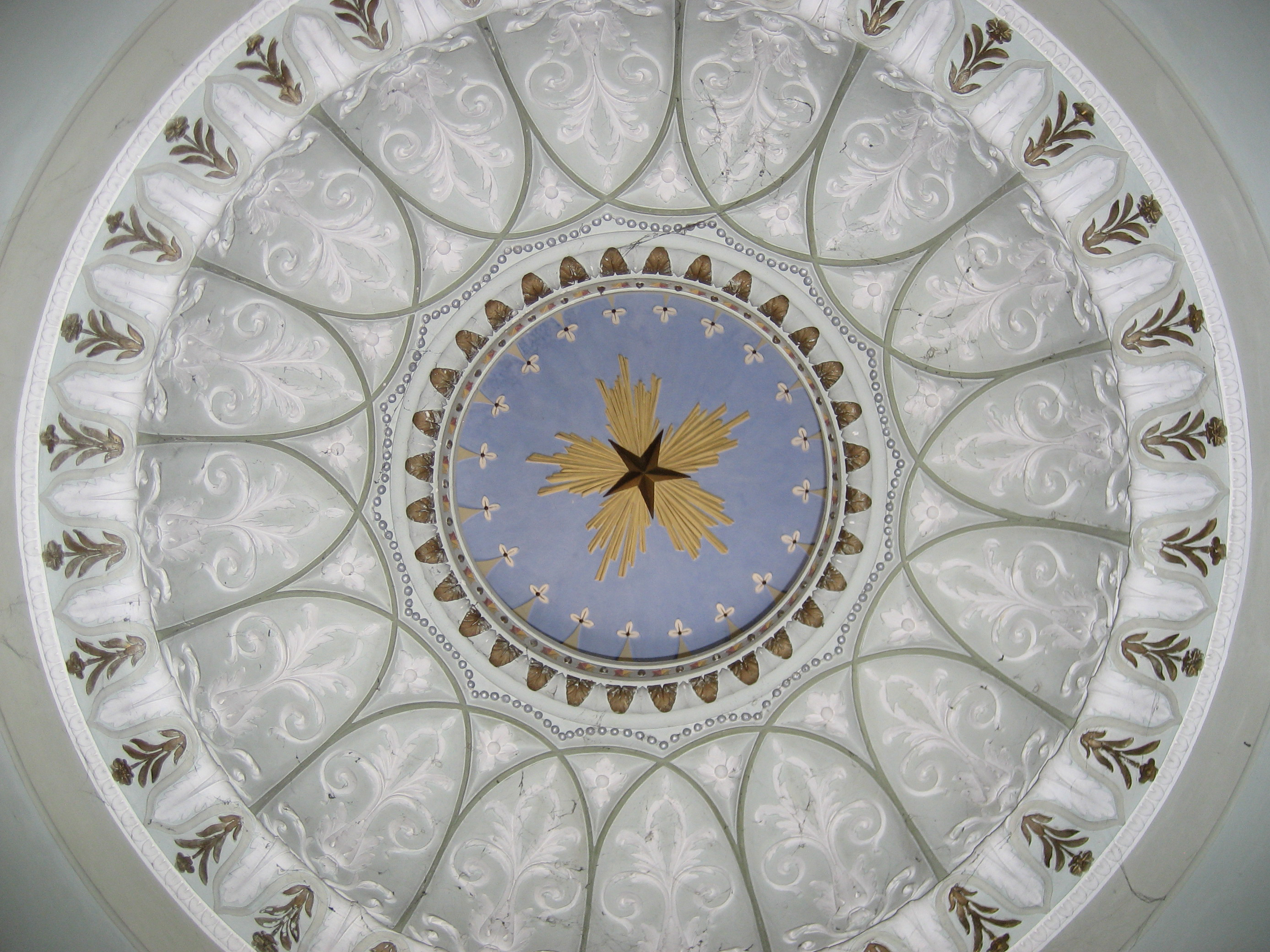
Sternbild der kleinen Kuppel im Seitenraum

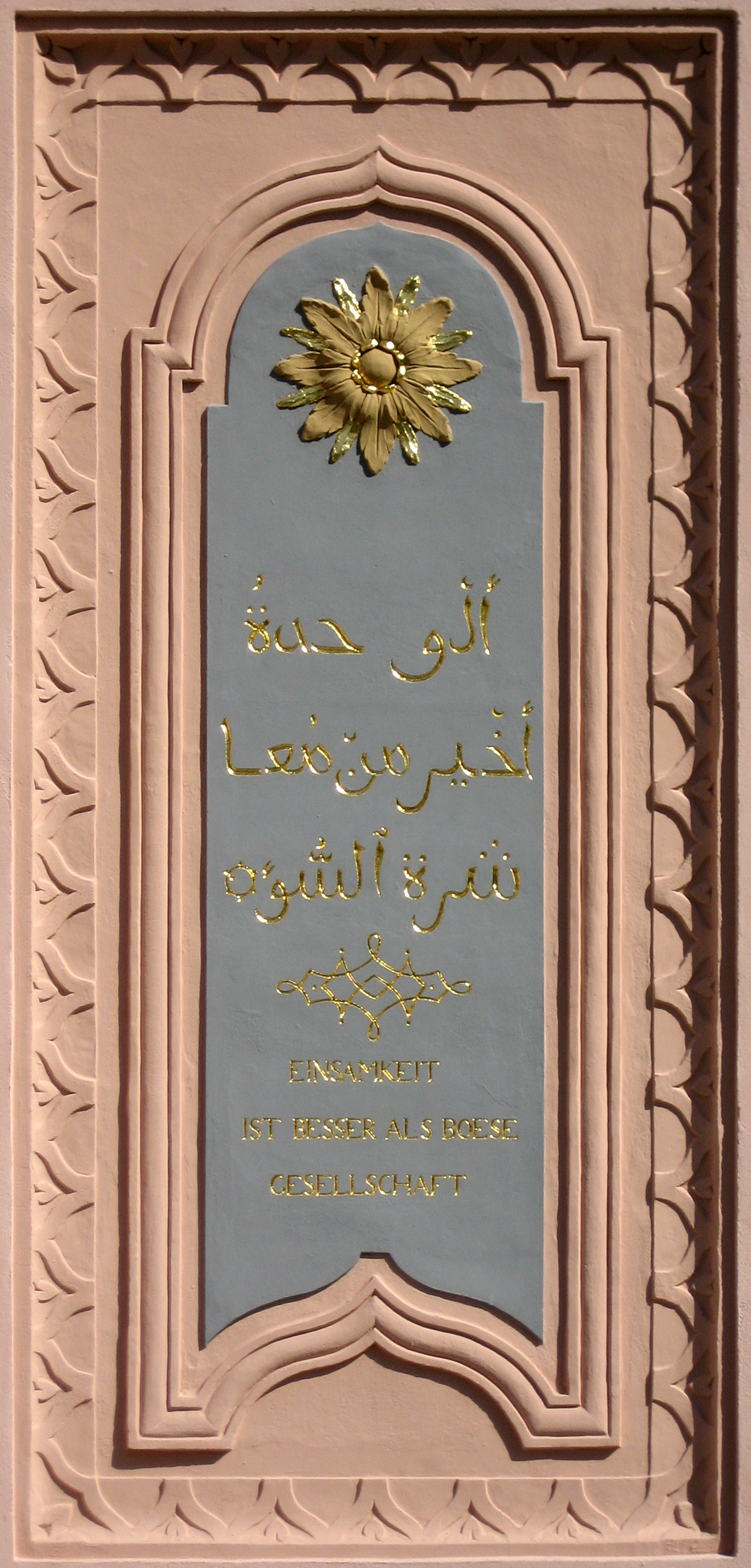
Zierfeld mit Inschrift

Der Innenraum der Moschee, und damit hauptsächlich der Kuppelbau, besteht aus dem Erdgeschoss, einem Emporengeschoss und der Kuppel, deren Rundung im Innenraum auf Höhe der Tambourfenster beginnt. Dadurch hat die Moschee sozusagen eine innere Kuppel, der eine äußere aufgesetzt ist. Von den sechzehn Dachfenstern in der Außenkuppel ist daher im Inneren nichts zu sehen.
Der Kuppelsaal hat im Erdgeschoss einen achteckigen Grundriss. Auf der Außenseite entsteht dieser durch die konkave Einziehung der Ecken, auf der Innenseite durch die Arkaden-Nischen. Die Ecken, an denen diese zusammentreffen, sind mit Säulen verstellt, deren Sockel ebenfalls achteckig ist. Die Säulenschäfte sind kanneliert, und die Kapitelle gehören zur ionischen Ordnung. Die Säulen sind am Sockel und am Kämpfer mit den Wänden verbunden. Sie tragen Rundbogen-Arkaden, über denen der Tambour entsteht. Die Wandnischen dazwischen sind zweigeschossig. In den Hauptachsen des Erdgeschosses befinden sich sowohl die Eingangstüren zum Kuppelsaal als auch die Durchgangstüren zu den beiden Anbauten. Über diesen befinden sich auf drei Seiten Emporen, während über der Westseite in Scheinarchitektur ein aufgemalter Vorhang zu sehen ist.
Die anderen vier Wandnischen sind aufwendig verziert. In den Rundbögen sind wiederum Schrifttafeln mit Weisheiten angebracht.
Die Archivolte ist mit einem Band aus Akanthusblättern geschmückt, die sich mit Rosetten abwechseln. Am Scheitel sitzt ein strahlender Stern, über dem eine Kartusche mit dem Wort „Allah“ in arabischen Schriftzeichen angebracht ist.
Darüber erstreckt sich ein ausladendes Konsolgesims, aus dem der Tambour erwächst. Er ist auf der Innenseite viel kürzer als auf der Außenseite. Die innere Kuppel sitzt unterhalb der äußeren und ist mit dieser vermutlich durch ein Dachstuhlgebälk verbunden, in das auch die sechzehn Dachfenster münden. Der Tambour ist in achtundvierzig senkrecht stehende Zierfeldern gegliedert, die auf den Schmalseiten spitz zulaufen und einen floralen Schmuck aufweisen.
Über dem Tambour erhebt sich die Kuppel mit ihren acht Fenstern, die mit Stichkappen tief in diese einschneiden. Zwischen ihnen befinden sich wieder arabeske Zierfelder mit Weisheiten in arabischer Schrift, deren deutsche Übersetzung in einem rechteckigen, sockelartigen Feld darunter zu lesen sind. Die Leibungen der Stichkappen sind ebenfalls mit einem rautenförmigen Muster verziert. Im Zentrum der Kuppel steht ein goldener, achteckiger Stern auf blauem Grund. Wenn man in der Mitte des Raumes stehend nach oben in die Kuppel schaut, hat man den Eindruck, als ob die Stichkappen der Fenster auf den Stern in der Mitte weisen. Dadurch entsteht das Gefühl, dass die ganze Innenraum-Architektur auf diesen Stern zentriert ist.
Die beiden quadratischen Seitenräume sind gleich gestaltet. In der Nord-Süd-Achse befinden sich jeweils die Türen zum Kuppelsaal beziehungsweise nach außen in den Garten. Ost- und Westwände sind durch spitzbogige Fenster gegliedert. In den Ecken stehen kubische Säulen, die die Schildbogen tragen. Sie sind wie ihre Pendants im Kuppelsaal kanneliert; ihre Kapitelle sind eine Kombination der dorischen und der ionischen Ordnung. In der Mitte der Decke befindet sich ein kreisförmiges Loch, über dem sich eine Kuppel wölbt. Auch an dieser Stelle findet man wieder den Stern.

### Inschriften
Die arabischen Weisheiten, die in den Zierfeldern des Innenraums und der Außenfassade angebracht sind, haben keinen rein islamischen Charakter, sondern sind aus dem arabischen Raum entliehene, humanistisch-monotheistische Lehren. Im Außenbereich findet man sie an den Eingangspavillons des Wandelganges und der Moschee; im Innenbereich findet man sie im Tambour zwischen den Fenstern und im unteren Bereich in den Arkadenbögen. Sie sind, bis auf die Inschriften an der Westfassade, die nur in arabischer Schrift gehalten sind, jeweils mit einer deutschen Übersetzung in lateinischer Schrift kombiniert, wobei die arabische Version stets über der deutschen Übersetzung erscheint. Insgesamt sind es 23 Inschriften, wovon 20 sich auf einen arabischen Ursprung zurückführen lassen.
Außer den nicht übersetzten Inschriften der Westfassade, die einen eindeutig religiösen Bezug haben, sind die anderen allgemeingültige Weisheiten zu Ethik und Moral.
Bei den arabischen Schriftzeichen fällt auf, dass fast alle Tafeln Fehler in der Punktierung der Konsonanten sowie der Vokalisierung der arabischen Sprache haben. Der Künstler, der die Inschriften anbrachte, war der arabischen Sprache offenbar nicht mächtig und hat wohl die Schrift von Druckvorlagen übernommen.
Die Themenbereiche umfassen Weisheit und Torheit, Mitteilsamkeit und Verschwiegenheit, Fleiß und Müßiggang, ferner das Streben nach Gütern sowie Vergänglichkeit und Ermahnendes.
Die Inschriften an der Westfassade sind die einzigen, die einen deutlichen Bezug zum Koran haben und nicht übersetzt wurden. So steht über dem Hauptportal der erste Teil des muslimischen Glaubensbekenntnisses, der lautet: „Es gibt keinen Gott außer Gott“. Auf den beiden Tafeln rechts des Portikus sind verkürzte Formen von Koran-Suren, deren deutsche Übersetzungen lauten: „Gebt Spenden, bevor der Tod kommt“ und „Weder ist er gezeugt worden, noch kommt ihm einer gleich“. Die obere Tafel links des Portikus ist eine verkürzte Gebets-Sequenz und bedeutet in der Übersetzung: „Gepriesen seist Du, und Dein ist das Lob. Gesegnet ist dein Name, und außer Dir gibt es keinen Gott.“ Die untere Tafel ist wiederum die Verkürzung einer Sure und lautet: „Dann lobpreise deinen Herrn und bitte ihn um Vergebung! Er ist gnädig!“

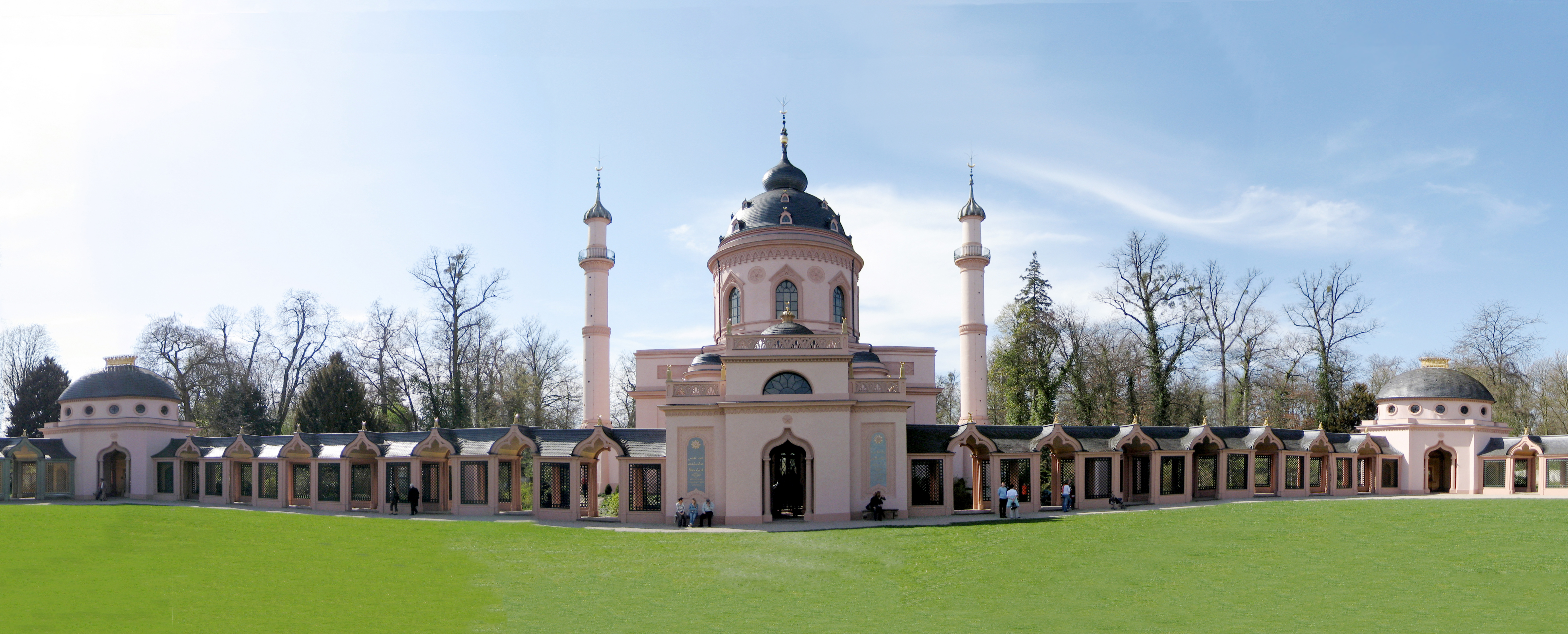
Innenhof der Moschee mit Wandelgang und Eckpavillons im Schwetzinger Schlossgarten